# General Mills
General Mills, Inc. (рус. «Дженерал Миллс») — американская корпорация, производящая пищевые продукты, товары народного потребления, продукцию для военных нужд, а также «атомные кольца» — детские игрушки стоимостью ¢15, имитировавшие эффект детонации боеголовки атомной бомбы. 
Входит в список крупнейших американских компаний Fortune 500. В портфель компании входит более 100 известных брендов, таких как «Зелёный великан» (англ. Green Giant), Häagen-Dazs, Pillsbury, Colombo Yogurt, Betty Crocker, Yoplait, Totinos, Cheerios, Trix и др.. Продукция General Mills производится в 15 странах и продается более чем в 100 странах. Компания также продает готовые зерновые завтраки через совместное предприятие Cereal Partners Worldwide (CPW).

## История

### Производство продуктов питания

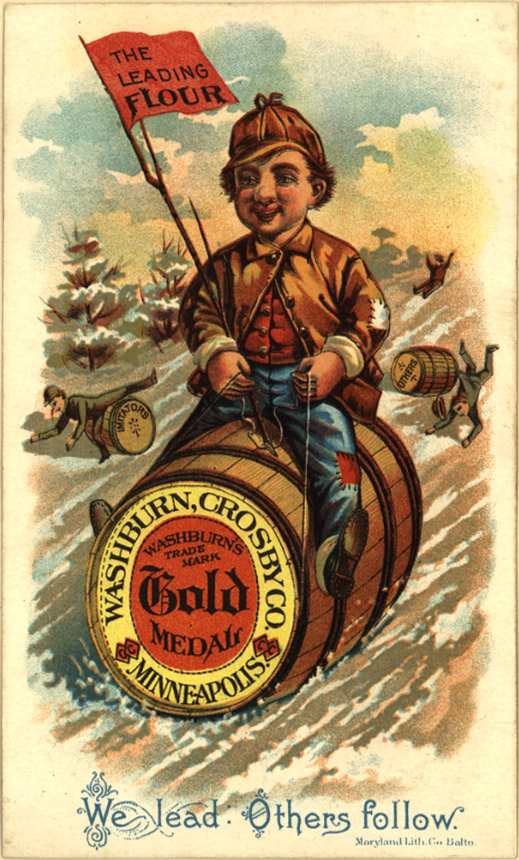
Рекламный плакат, конец 1880-х

Историю компании можно проследить от Minneapolis Milling Company, основанной в 1856 году конгрессменом от штата Иллинойс Робертом Смитом, который использовал мельницы, работавшие от энергии водопадов Св. Антония реки Миссисипи.
Кадволладер Вошбурн (англ. Cadwallader C. Washburn) приобрел компанию вскоре после её основания и нанял своего брата, Вильяма Д. Вошбурна, чтобы он помог развивать компанию. В 1866 году братья построили собственную мельницу Washburn «B» Mill на водопадах, а в 1874 году — ещё одну, Washburn «A» Mill.
В 1877 году было создано партнёрство с Джоном Кросби (англ. John Crosby), компания получила название Washburn-Crosby Company. В этом же году Вашбурн отправил Вильяма Худа Данвуди (англ. William Hood Dunwoody) в Англию, чтобы открыть рынок для яровой пшеницы. Миссия Данвуди увенчалась успехом и он стал пассивным партнёром. Данвуди разбогател и завещал свои средства госпиталю Миннеаполиса Институту Данвуди (сегодня Колледж технологий Данвуди) и благотворительный дом в Пенсильвании — Dunwoody Village.
В 1878 году на мельнице «А» произошёл взрыв мучной пыли, где во время пожара погибло 18 рабочих и было разрушено пять соседних домов. Немедленно началось строительство новой мельницы. Она оказалась не только более безопасной, но и более производительной. Старые камни, моловшие зерно, были заменены автоматическими стальными роликами. Эти ролики использовались впервые в мире.
Собственно General Mills была создана в 1924 году, когда президент компании Вашбурн-Кросби присоединил к своим ещё 26 других мельниц.

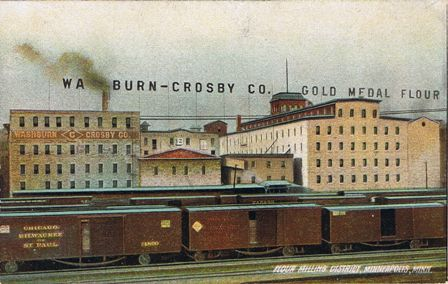
Открытка с изображением мукомольного комбината Gold Medal, Миннеаполис, штат Миннесота. Датирована приблизительно 1900 годом

В 1990 году было создано совместное предприятие с компанией Nestlé — Cereal Partners, которое продвигает хлопья для завтраков (включая множество брендов General Mills на рынках за пределами США и Канады под маркой Nestlé.
В начале 2001 года General Mills приобрела компанию Pillsbury, после чего General Mills стали называть «поглотителем» (англ. merger).
С 2004 года компания производит больше товаров, нацеленных на растущее число ориентированных на здоровое питание потребителей. Так, компания полностью заменила линейку хлопьев для завтрака на продукцию из цельного зерна. General Mills также уменьшила содержание сахара в хлопьях для детей. Количество сахара в хлопьях для детей было снижено до 11 грамм на порцию.

### Игрушки
Впервые на рынок игрушек General Mills вышла в 1965 году, купив компанию Rainbow Crafts — производителя пластилина Play-Doh. Приобретение оказалось удачным, под новым управлением производственные издержки были снижены, а выручка выросла втрое.
С 1976 по 1985 год General Mills участвовала в судебном процессе как материнская компания Parker Brothers. Последняя владела правами на бренд и идею настольной игры «Монополия» и утверждала, что так называемая игра «Анти-Монополия» нарушает её права, как правообладателя. Спор достиг уровня Верховного суда США, который принял решение не в пользу General Mills, постановив, что права не распространяются на использование слова «монополия» в названиях других игр.
В 1985 году подразделение, производящее игрушки, было выделено в отдельную компанию — Kenner Parker Toys, Inc.

### Продукция военного назначения
Вторая мировая война

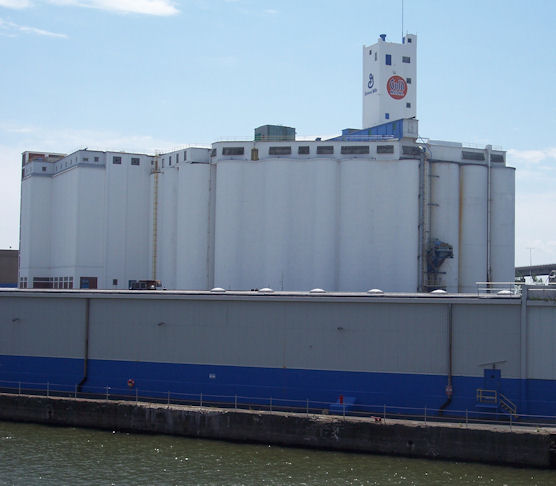
Завод в Буффало во время войны отвечал за упаковку продуктов питания, поставляемых по ленд-лизу союзным государствам

- Гранулированное зерновое сырьё для дистилляции этиловых соединений для дальнейшего использования в качестве компонентов для изготовления оружейного пороха бездымных сортов;[15]
- Индивидуальные рационы питания для военнослужащих (изготавливались на Голденвеллийском продуктовом заводе, в пригороде Миннеаполиса — Голден-Вэлли);[15]
- Упаковка продуктов питания для поставок по ленд-лизу (Буффалский завод точной механики, в Буффало, штат Нью-Йорк);[15]
- Защитные покрытия и корпуса оптических приборов и высокоточного оборудования военного назначения (Рочестерский завод точной механики, в Рочестере, штат Нью-Йорк, в структуре дистилляционного подразделения компании, Distillation Products);[15]
- Мешки для наполнения песком и использования в качестве средств полевой фортификации (Вальехская целлюлозная фабрика, Вальехо, Калифорния);[15]

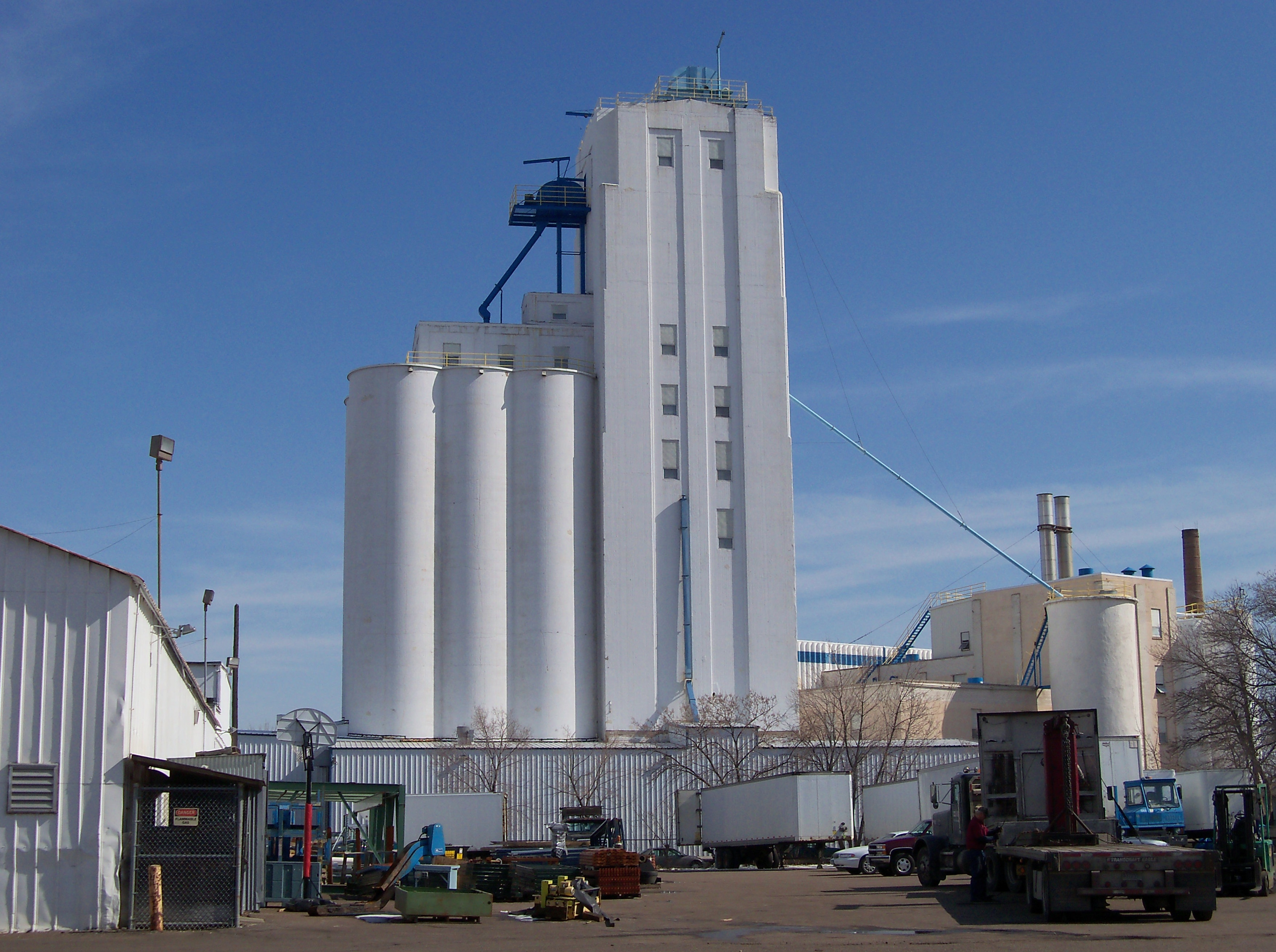
Завод в Миннеаполисе занимался выпуском прицельных приспособлений и систем управления огнём для флота

- Бортовые корректоры угла крена морских судов, прицельные приспособления, системы управления торпедным вооружением и разного рода приборы для эксплуатации и обслуживания указанного вооружения (Миннеаполисский завод морского вооружения, штат Миннесота, в структуре механического подразделения компании, англ. Mechanical Division Naval Ordnance Plant), в первые месяцы войны штат завода вырос на две тысячи человек, первые серийные образцы готовой продукции точной механики поступили на борт боевых кораблей к октябрю 1942 г. В дальнейшем, инженеры компании внесли целый ряд рационализаторских предложений и полезных усовершенствований в технологии производства указанных вооружений и в сами изготавливаемые ими образцы военной продукции. Кроме того, ими был разработан новый тип торпед, получивший название «джиттербаг» по аналогии с популярным танцем того времени, в которых было исходно заложено отклонение в сторону от цели, — торпеда сразу же после пуска уходила в сторону от корабля-мишени, что было призвано усыпить бдительность его команды, так будто бы угроза миновала, но по мере выхода на расчётную дистанцию атаки, не оставлявшую времени команде для реагирования на возникшую угрозу, торпеда резко меняла курс в направлении цели и топила корабль противника, при этом траектория её движения могла быть U-образной или даже 8-образной, — за указанные достижения предприятие несколько раз было отмечено знаком отличия Армии и ВМС США[англ.] («E» Award — награда в виде почётной грамоты, вручавшаяся в годы Второй мировой войны коллективам и менеджменту компаний-передовиков производства за качественное и своевременное выполнение своих обязанностей по правительственным военным контрактам);[15]
- Программы боевого применения теплокровных животных и птиц (эксперименты осуществлялись на специальных животноводческих хозяйствах, питомниках и птицефермах, принадлежавших компании; среди прочих наибольшую известность впоследствии получил проект «Голубь» по применению почтовых голубей в качестве одноразового средства наведения ракет и авиабомб, менее известные аналогичные проекты по натаскиванию собак на управление противолодочными торпедами и др.);[16]
- Парашютные мины (parachute mines) — были разработаны и испытаны в опытном порядке на испытательных полигонах путём сброса со специально оборудованных для этих целей самолётов минирования, постановка на боевой взвод после приземления, серийно не производились.

Холодная война

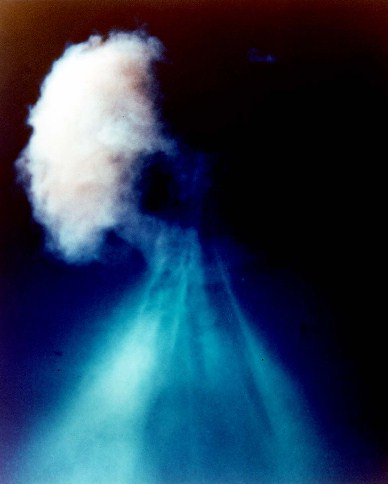
Взрыв ядерной боеголовки «Джон» на ядерном полигоне в пустыне Невада

- Разработка самоходных подводных океанических ракетных комплексов донного базирования (ocean bottom crawler, сокр. RUM);[17]
- Ядерные боевые части для различного ракетно-бомбового вооружения, наиболее массовые модификации — W25 и W34;
- Ядерные глубинные бомбы Mk 101 «Лулу»[англ.] и боевые части к ним;[18]
- Интегрированные системы противолодочной обороны (ПЛУР и глубинные бомбы) для кораблей флота;[19]
- Системы самонаведения для различных высокоточных управляемых вооружений и ракетно-космической техники.[20]

В структуре компании находились следующие подразделения, занимающиеся выпуском оптико-электронного оборудования военного назначения:
- Magnaflux Corp., Чикаго, Иллинойс (приобретена 2 ноября 1959 г.);
- Daven Company, Ливингстон, Нью-Джерси (с 13 июня 1960);
- Laible Manufacturing Co., Манчестер, Нью-Гэмпшир (с 13 июня 1960).

### Другие направления бизнеса
В 1970 году General Mills приобрела сеть из пяти ресторанов Red Lobster и расширила её до национальной. Вскоре было создано подразделение компании — General Mills-Рестораны для управления сетью Red Lobster. В 1980 году они купили калифорнийскую сеть ресторанов здорового питания Good Earth.
В 1982 году General Mills-Рестораны создала новую сеть итальянских ресторанов под названием Olive Garden, затем была создана сеть китайских ресторанов China Coast, но в 1995 году General Mills выделила подразделение в отдельную компанию — Darden Restaurants — с перераспределением акций.
В эти же десять лет General Mills создала Mills Specialty Retail Group, которая приобрела два компании, занимающиеся пошивом одежды, — Talbots и Eddie Bauer. Однако вскоре Talbots была продана японской компании, а Bauer купил каталог Spiegel.

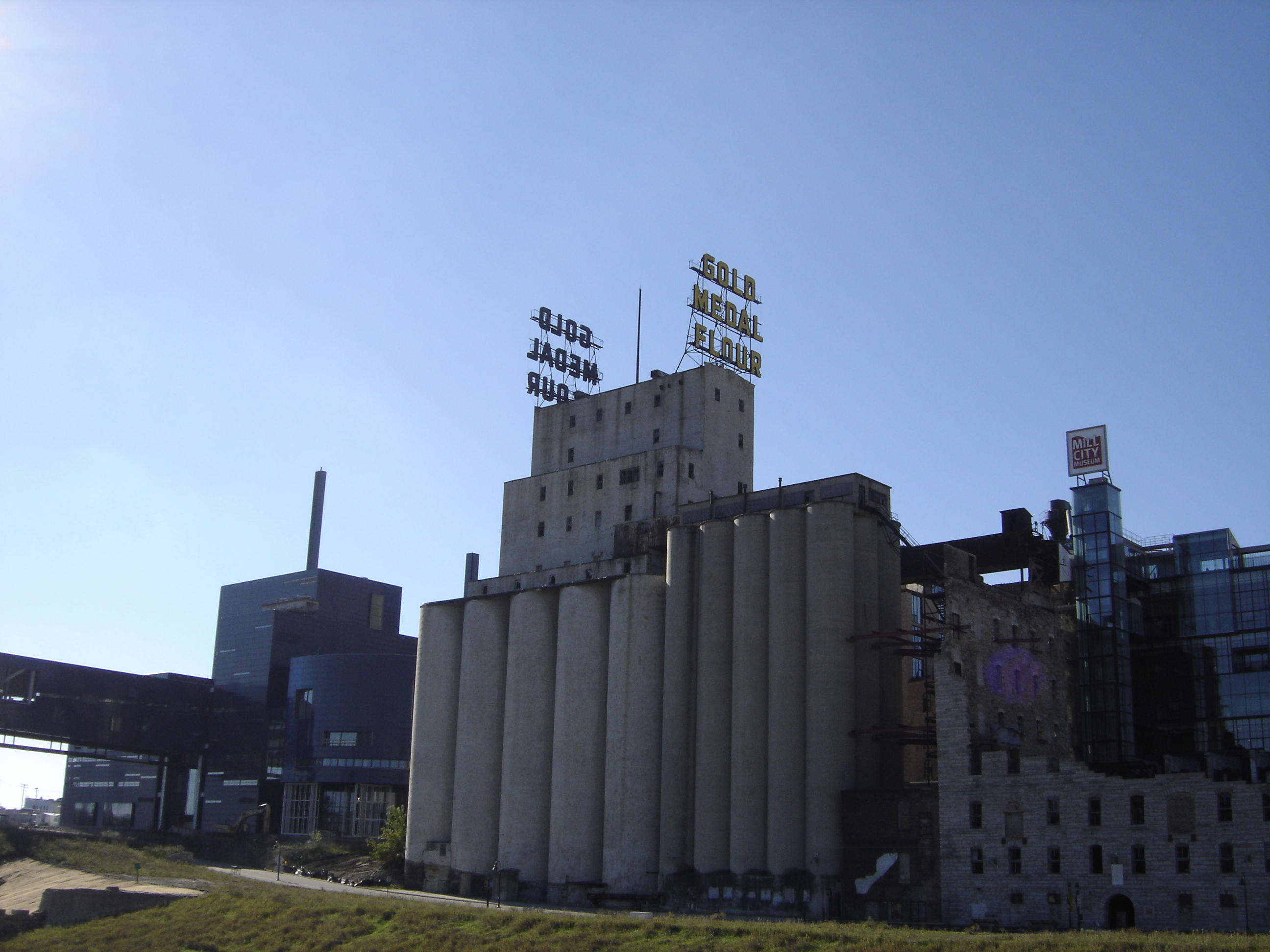
Мельница"A", на которой изготавливалась мука марки Gold Medal Flour, сегодня это музей, принадлежащий Историческому обществу Миннесоты

### Технические достижения

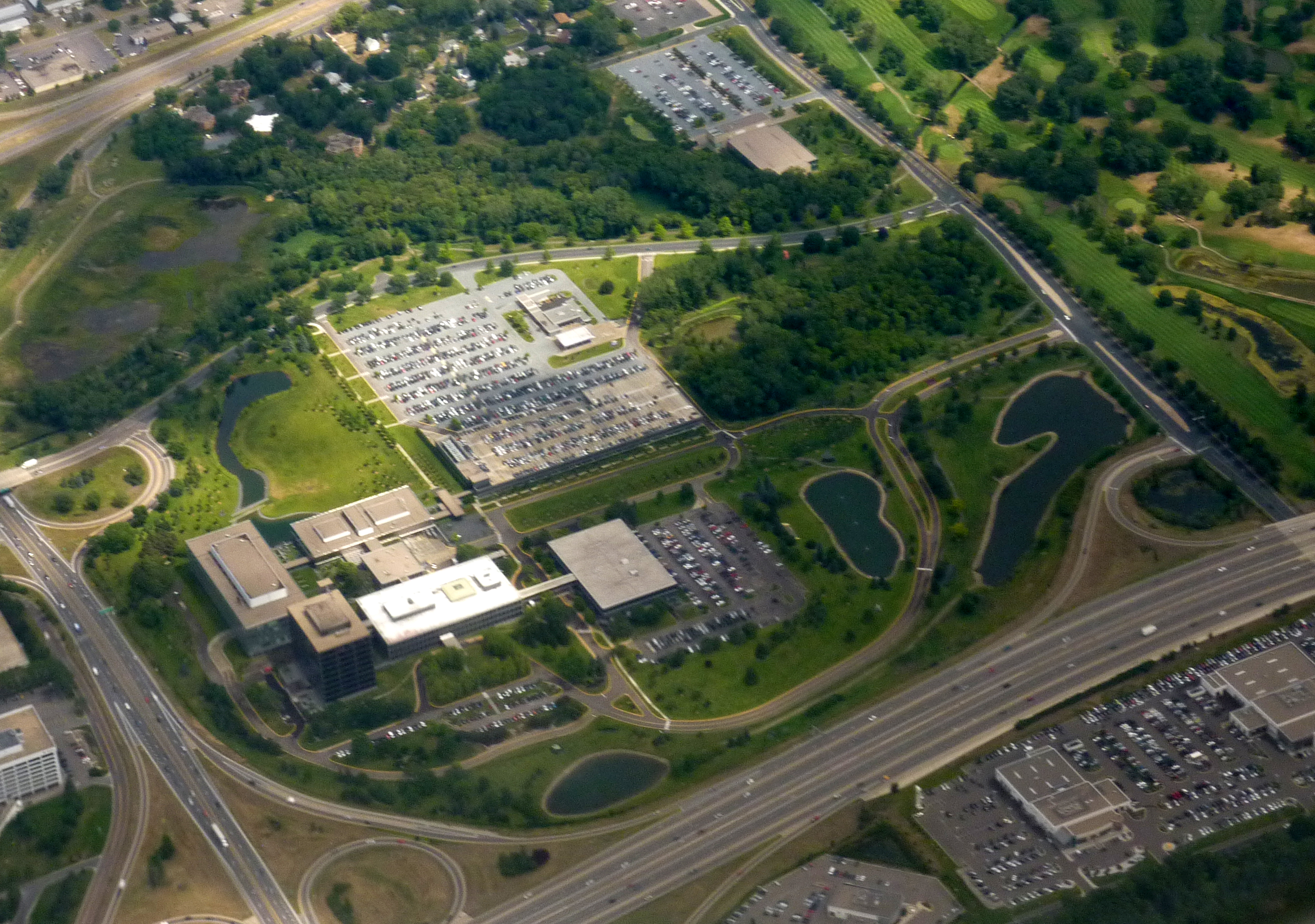
Корпоративный кампус General Mills в Голдэн-Вэлли

- 1930 — инженер General Mills Томас Р. Джеймс (англ. Thomas R. James) создал аппарат для производства воздушных зерен. Новая технология была использована в 1937 году для создания хлопьев Kix и в 1941 году для хлопьев Cheerioats (сегодня Cheerios).
- 1939 — Хелмер Андерсон (англ. Helmer Anderson), инженер компании, изобрел упаковочную машину Андерсона. Она позволила запечатывать мешки с мукой с помощью клея, вместо того, чтобы завязывать их веревкой.
- 1956 — General Mills изобрела отрывную ленту, которая дает возможность легко вскрывать упаковку.
- 1962 — астронавт НАСА Скотт Карпентер взял на борт космического корабля «Аврора-7» твёрдую космическую еду. Учёные компании Pillsbury потратили больше года на её разработку. Кроме питательных кубиков они изобрели пирог, который не крошится, и мясо, которое не нужно хранить в холодильнике.

### Спонсорство
В 1941 году General Mills стала спонсором популярного радио- шоу «Одинокий рейнджер». Позже шоу продолжило существование на телевидении. Компания спонсировала его вплоть до 1961 года.

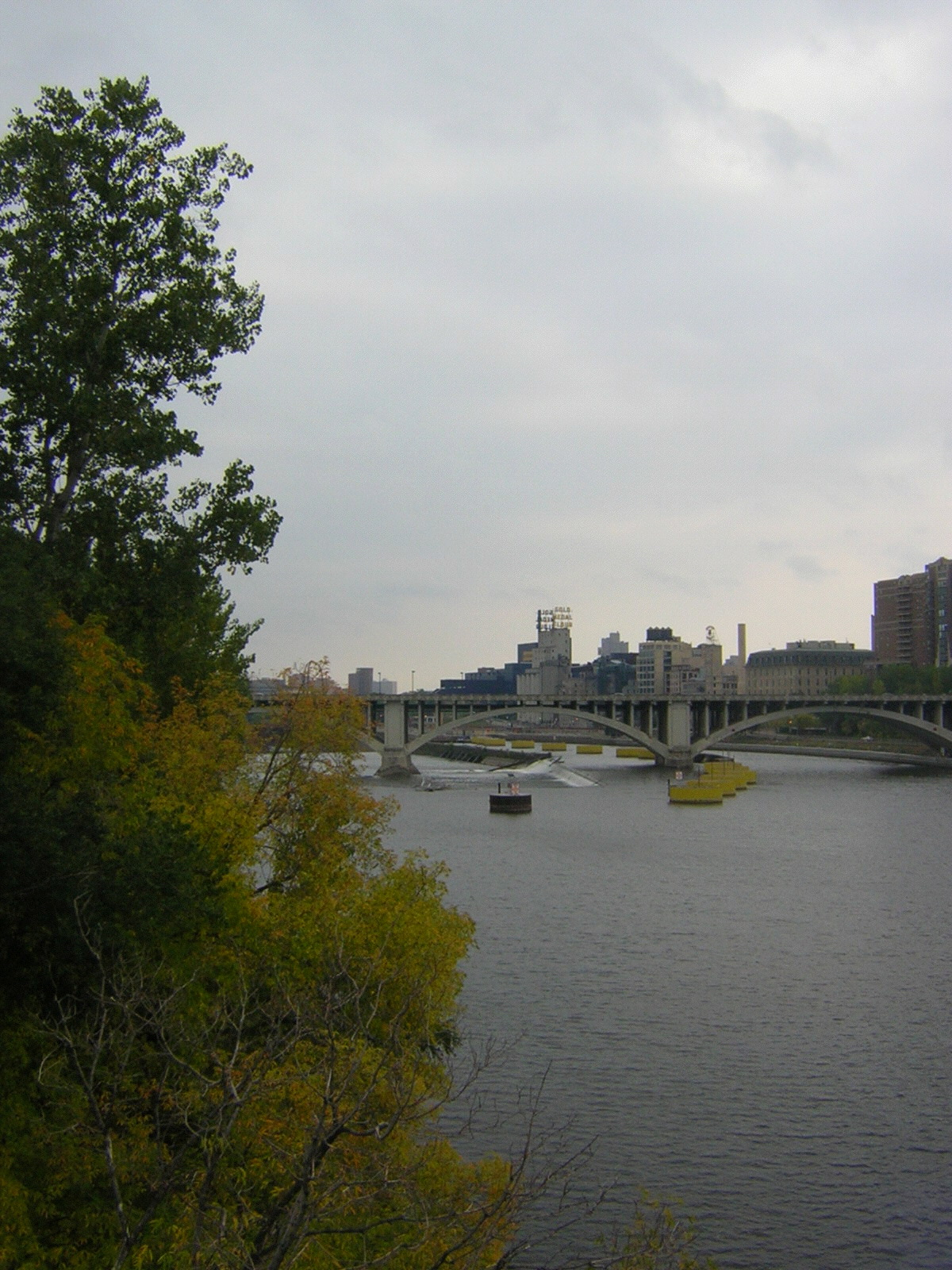
Место, где располагались мельницы General Mills, Миннеаполис

Начиная с 1959 года, General Mills спонсировала телесериал «Рокки и его друзья» (англ. Rocky and His Friends), который в 1961 году превратился в «Шоу Буллвинкля». До 1968 года Рокки и Буллвинкль рекламировали продукцию General Mills.
Компания также выступала спонсором вестерна «Жизнь и легенда Уайатта Эрпа», производство American Broadcasting Company(ABC), в главной роли снялся Хью О’Брайн (англ. Hugh O'Brian).

## General Mills сегодня
В 2012 году General Mills занимала 181 место в списке крупнейший американских компаний Fortune 500
 и была третьим по величине производителем продуктов питания в США.
- Рыночная капитализация = $29,9 млрд (май 2013);
- Акционерный капитал — $6,365.5 млн (2011);
- Рыночная стоимость — $25,322.7 (2012)[25].

На 2012 год:
- Работников в США — 16 939 человек;
- Работников за пределами США — 18 223 человек;
- Текучесть кадров — 3 %;
- Количество заявлений на место — 149 тыс. резюме[26].

### Корпоративная культура
General Mills восемь раз входила в рейтинг 100 лучших работодателей США. В 2012 году она заняла 63 место.
В частности, компания придерживается политики устранения дискриминации, в том числе и представителей нетрадиционной сексуальной ориентации. В июне 2012 года вице-президент компании, ответственный за соблюдение прав меньшинств, заявил, что General Mills возражает против поправки, запрещающей однополые браки в штате Миннесота и противоречащей корпоративным ценностям General Mills. Позиция компании вызвала положительный отклик в обществе
.
Особое внимание уделяют в компании обучению сотрудников, как важной составляющей корпоративной культуры. Так, сотрудники составляют индивидуальные планы развития (ИПР), для выполнения которых компания предоставляет необходимые ресурсы. В составлении этих планов помогают специальные видео- уроки. В компании работает специальное учебное подразделение — General Mills Institute. General Mills поощряет кросс-функциональный карьерный рост, используя специальные программы ротации.

### Корпоративное руководство
На июнь 2013 года в руководство компании входят:
- Кендалл Дж. Пауэлл (англ. Kendall J. Powell)- главный исполнительный директор, председатель совета директоров;
- Марк В. Аддикс (англ. Mark W. Addicks) — старший вице-президент, директор по маркетингу;
- Марк Белтон (англ. Y. Marc Belton) — исполнительный вице-президент, руководитель направлений глобальной стратегии, развития и маркетинговых инноваций;
- Кофи Брюс (англ. Kofi Bruce) — вице-президент, руководитель казначейства;
- Джон Черч (англ. John Church) — старший вице-президент, работа с поставщиками.
- Питер Си. Эриксон (англ. Peter C. Erickson) — старший вице-президент по инновациям, технологии и качеству;
- Йен Р. Френдли (англ. Ian R. Friendly) — исполнительный вице-президент, главный операционный директор, США;
- Кимберли А. Нельсон (англ. Kimberly A. Nelson) — старший вице-президент, внешние отношения, президент General Mills Foundation;
- Шоун П. О’Грейди (англ. Shawn P. O'Grady) — старший вице-президент, продажи и каналы сбыта;
- Кристофер Д. О’Лири (англ. Christopher D. O'Leary) — исполнительный вице-президент, главный операционный директор, международный бизнес;
- Родерик А. Палмор (англ. Roderick A. Palmore) — исполнительный вице-президент, начальник отдела контроля и управления рисками[30].

### Корпоративные бренды
Хлопья для завтрака:
- Basic 4
- Разные «Завтраки монстров» от General Mills
- Buc Wheats
- Cheerios и их разновидности
- Chex и их разновидности
- Cocoa Puffs
- Cookie Crisp
- Crazy Cow
- Fiber On
- French Toast Crunch
- General Mills Kaboom
- Gold Flakes
- Golden Grahams
- Hidden Treasures
- Honey Nut Clusters
- Kix
- Lucky Charms
- Oatmeal Crisp
- Raisin Nut Bran
- Reese’s Puffs
- Total
- Trix
- Wheaties

Некоторые бренды продаются за пределами США и Канады под маркой Nestlé в рамках партнёрства по производству хлопьев для завтрака Cereal Partners.
Продукты для выпечки:
- Betty Crocker
- Bisquick
- Gold Medal Flour
- Jus-Rol
- Knack & Back
- La Salteña
- Pillsbury
- V. Pearl
- Wanchai Ferry

Компания также производит фруктовые снэки, включая Fruit by the Foot, Fruit Gushers, Fruit Roll-Ups и Fruit Shapes.
Зерновые снэки:
- Bugles
- Cascadian Farms
- Chex Mix
- Gardetto’s
- Nature Valley
- Fiber One bars

Компания также производит мороженое Häagen-Dazs за пределами США.
Другие бренды General Mills Inc. включают:
- Betty Crocker
- Diablitos Underwood
- Green Giant («Зеленый великан»)
- Hamburger Helper
- Old El Paso
- Wanchai Ferry
- Frescarini
- Latina
- Totinos
- Progresso
- Colombo Yogurt
- Yoplait

Компания также производит продукты под марками Cascadian Farms, Muir Glen и другими, которые позиционируются в качестве «органических».

### Российский рынок
На российском рынке представлены такие бренды Generall Mills как «Зеленый великан» (консервированные кукуруза, горошек, фасоль и томаты), мороженое премиум-класса Häagen-Daz и батончики мюсли Nature Valley.

### Офисы и предприятия компании
По состоянию на середину 2008 года компания имеет 79 производственных площадок. 49 из них расположены в США, 12 в азиатско-тихоокеанском регионе, 5 в Канаде, 7 в Европе, 5 в Латинской Америке, 1 в ЮАР.

### Позиция по вопросу ГМО
В 2012 году General Mills потратила 1,1 миллион долларов США на противодействие принятию калифорнийского «Предложения 37» о введении обязательной маркировки продуктов, содержащих генномодифицированные ингредиенты.